# Hans Muller (waterpolospeler)
Johan (Hans) Arnoldus Muller (Amsterdam, 24 januari 1937 - 1 juli 2015) was een Nederlands waterpolospeler.
Hans Muller nam tweemaal deel aan de Olympische Spelen, in 1960 en 1964. Hij eindigde met het Nederlands team beide keren op de achtste plaats. In de competitie kwam Muller uit voor De Dolfijn uit Amsterdam en sinds 1962 voor AZ&PC uit Amersfoort.
Door de Nederlandse boycot van de Olympische Spelen in Melbourne miste Hans Muller zijn eerste Olympische Spelen.
Hans Muller was jarenlang voorzitter van het sportgenootschap De 144 en werd in 2002 erelid.
Fred van Dorp · 
Henk Hermsen · 
Ben Kniest · 
Harry Lamme · 
Bram Leenards · 
Hans Muller · 
Harro Ran · 
Harry Vriend · 
Fred van der Zwan
Jan Bultman · 
Fred van Dorp · 
Henk Hermsen · 
Ben Kniest · 
Bram Leenards · 
Hans Muller · 
Wim van Spingelen · 
Nico van der Voet · 
Harry Vriend · 
Wim Vriend · 
Gerrit Wormgoor